# Emmaste
Emmaste (in tedesco Emmast) era un comune rurale dell'Estonia nord-occidentale, nella contea di Hiiumaa. Nel 2017 Emmaste si è fusa con tutti gli altri comuni di Hiiumaa per formare il nuovo comune rurale di Hiiumaa. Il centro amministrativo era l'omonima località (in estone küla) di Emmaste, nel sud dell'isola di Hiiumaa.

## Località
Oltre al capoluogo, il comune comprende altre 42 località:
Haldi, Haldreka, Harju, Härma, Hindu, Jausa, Kabuna, Kaderna, Kitsa, Kõmmusselja, Külaküla, Külama, Kurisu, Kuusiku, Laartsa, Lassi, Leisu, Lepiku, Metsalauka, Metsapere, Muda, Mänspe, Nurste, Ole, Prassi, Prähnu, Pärna, Rannaküla, Reheselja, Riidaküla, Selja, Sepaste, Sinima, Sõru, Tilga, Tohvri, Tärkma, Ulja, Valgu, Vanamõisa, Viiri, Õngu.